# Пісняр-лісовик білощокий
Пісняр-лісовик білощокий (Dendroica striata) — середнього розміру комахоїдний птах з роду Dendroica (або Setophaga згідно зі змінами, внесеними Американським орнітологічним товариством), родини піснярових (Parulidae). 

## Поширення
Вид вважається найпоширенішим птахом північних районів Північної Америки з передбачуваною чисельністю від 60 до 88 млн дорослих особин. Влітку ареал займає всю північну частину Північної Америки — від Аляски до Ньюфаундленду і Лабрадору, окрім найполярніших районів, причому щільність популяцій у гніздовий період найбільша у субальпійських долинах плоскогір'їв східної Канади (до 40 пар на 10 га). Зимує в північній частині Америки Південної, до якої під час осінньої міграції, як правило, дістається протягом одного тривалого більш ніж 72-годинного перельоту. У південноамериканських місцевостях поширений у гірських лісах до висот 3 000 м. Однак розраховані кліматичні зміни, як передбачається, могли фатально вплинути саме на цей вид піснярів, спричинивши скорочення популяції на 92% від 1970 р., що дуже важко перевірити експериментально через віддаленість районів поширення виду.

## Опис
Будучи доволі дрібною пташкою, порівняльною з вагою малої батарейки формату ААА, серед представників роду Dendroica (чи тепер Setophaga) пісняр білощокий є серед більших, лише трошки худіший від пісняра-лісовика каштанового, що все-таки дозволяє йому долати міграцію віддаллю 2,5 тис. км. Характерне чорно-біле забарвлення самців з чорною шапочкою, білим лицем, темним верхом і світлим з пацьорками низом робить його впізнаваним навіть на віддалі. Щодо самиць та птахів у нешлюбному оперенні — їхній загальний жовтуватий тон з лише трохи наміченими буруватими штрихами рисами типового самця — шапочкою і боками — їх трохи важче відрізнити та однозначно ідентифікувати. Однією з виразних ідентифікаційних ознак є колір ніг — і в самців, і в самиць вони яскраво-помаранчеві, часом червонуваті.

## Спосіб життя
Пісняр-лісовик білощокий — характерний птах для північної тайги Канади. Його гніздування відбувається також у болотистих рідколіссях аж до полярного кола. Він полює на комах, пересуваючись вздовж гілок у середній і верхній частинах крони. Може ловити комах на льоту. Також живиться ягодами, особливо на зимівлі.
Гнізда будує на горизонтальних гілках, близько до стовбура на смереках чи ялицях, також на тундрових чагарниках. Самиця відкладає 4-5 яєць, часом лише 3. Вигодовуванням молоді займаються обоє батьків, самець також підгодовує самицю на гнізді